# Excelsior Brass Band
Die Excelsior Brass Band war eine sehr einflussreiche Brassband aus New Orleans. Sie gilt heute als eine der frühen Bands des New Orleans Jazz.
Die Excelsior Brass Band entstand 1879 in Algiers aus der Decker Brass Band. Die Band wurde von Théogène Baquet bis 1904 geleitet; ihm folgten als Leiter George Moret (1904–1922) und nach dessen Tod Peter Bocage, der der Band bis zu ihrer Auflösung 1931 vorstand. Die Formation hatte zehn bis zwölf (maximal 16) Mitglieder. Sie trat im Regelfall in der Besetzung drei Kornette oder Trompeten, zwei Posaunen, zwei Klarinetten, ein Althorn, ein Baritonhorn, eine Tuba, Snaredrum und Basstrommel auf. Zeitweise umfasste das Ensemble auch ein Mellophon. Das Repertoire enthielt Märsche, Tänze, Trauermusiken und Hymnen. Sie spielte auf den Bällen des Mardi Gras und Festen ebenso wie auf Bootsfahrten nach Baton Rouge, Straßenumzügen oder auf Beerdigungen.
Zu den Mitgliedern gehörten John Robichaux, George Baquet, Alphonse Picou, Luis Tio, Lorenzo Tio senior, Honoré Dutrey, Sam Dutrey senior, Henry Red Allen, Isidore Barbarin, Bunk Johnson, Louis Cottrell senior, Ed Garland und Willie Humphrey. Ende der 1950er Jahre knüpfte die Young Excelsior Brass Band an ihre Tradition an.